# Paweł Samecki
Paweł Samecki (né le 12 mars 1958 à Łódź, en République populaire de Pologne) est un économiste polonais. Entre 2009 et 2010, il a été chargé, dans la Commission Barroso I, de la Politique régionale.